# Nagy J. Béla
Nagy József Béla (Gyöngyöshalász, 1884. március 16. – Veszprém, 1967. szeptember 26.) magyar nyelvész, pedagógus, a Magyar Tudományos Akadémia levelező tagja.

## Élete
A Heves vármegyei Gyöngyöshalászon született Nagy Béla helyi tanító és Homor Anna fiaként. 1906-ban a Budapesti Tudományegyetemen szerzett magyar–francia szakos tanári és bölcsészdoktori oklevelet, majd középiskolai tanár lett. Tanított a körmöcbányai, a székesfehérvári, a budapesti V. kerületi főreáliskolában. 1942-es nyugdíjazásáig a budapesti állami középiskolai tanárképző intézet rendes tanára volt, ahol módszertani előadásokat tartott és stílusgyakorlatokat vezetett. Tagja volt a Budapesti Állami Középiskolai Tanárvizsgáló Bizottságnak. 1936-ban a Magyar Tudományos Akadémia levelező tagjává választották, majd a háború utáni átszervezéskor az MTA tanácskozó tagjává minősítették vissza. Levelező tagságát a halála után, 1989-ben állították vissza.

## Munkássága
Elméleti kutatásainak középpontjában nyelvpedagógiai, nyelvhelyességi, nyelvművelési kérdések álltak. Tevékenységét a Magyar Nyelvtudományi Társaság 1929-ben Szily-díjjal jutalmazta. A harmincas években a pesti egyetemen a stílusról, a nyelv és az irodalom tanításának módszertanáról tartott előadásokat. Ő hívta életre az Akadémia Nyelvművelő Bizottságát, s titkáraként évekig annak ügyeit is intézte.  Jelentős a nyelvtankönyvíró tevékenysége, az 1920-as évek végétől két évtizeden keresztül a gimnáziumok valamennyi osztálya számára jelent meg tőle tankönyv. A Kosztolányi Dezső szerkesztette Pesti Hírlap Nyelvőre című kötetben szintén jelentek meg cikkei, folyamatosan publikált a Magyar Nyelvőr című folyóiratba, első és utolsó cikke is ott jelent meg. Szerkesztői munkássága szintén jelentős: 1919 és 1939 között a Magyar Paedagogia című folyóirat szerkesztője, 1932-től 1934-ig a Magyarosan című folyóirat társszerkesztője,  Tolnai Vilmos halálát követően, 1937-től A magyar helyesírás szabályai című akadémiai kiadvány szerkesztője is volt. Az 1940-es évek elején az MTA megbízásából elkészítette a magyar nyelv helyesírási szótárát, azonban a kézirat a 2. világháború alatt elpusztult, de az egyetlen csonkán megmaradt korrektúra-levonatot felhasználták a szabályzat 10. kiadásának összeállításakor. Nagy József Béla a háború után mesterének, Simonyi Zsigmondnak a nyomdokain haladva szinte csak a helyesírással és nyelvműveléssel foglalkozott. Nyelvművelőként a mérsékletességet, az észszerűséget, a nyelv természetének követését állította középpontba. Az egri volt Ho Si Minh Tanárképző Főiskolán elindított helyesírási verseny 1993-ban Fábián Pál javaslatára az ő nevét vette fel.

## Főbb művei
- Egy emberöltő nyelvünk védelmében. Válogatott tanulmányok és cikkek. (szerk.) Ferenczy Géza 1968. Budapest, Akadémiai Kiadó.
- Magyar nyelvtan a fiú- és leányközépiskolák, valamint a leánykollégiumok I. osztálya számára. 1927. Budapest, Kir. M. Egyetemi Nyomda.
- Rendszeres magyar nyelvtan fiú- és leányközépiskolák, valamint leánykollégiumok III. osztálya számára. 1929. Budapest, Egyetemi Nyomda.
- Magyar nyelvtan. A gimnázium és a leánygimnázium III. és IV. osztályának. 1939. Budapest,  Franklin Nyomda.
- Magyar nyelvtan. Az általános iskola V. osztályának. l945. Budapest, Franklin Nyomda.
- Magyar nyelvtan. Gimnázium és leánygimnázium 1. osztály. 1945. Budapest, Franklin  Nyomda.